# Metropolia Lubumbashi
Metropolia Lubumbashi – jedna z 6 metropolii kościoła rzymskokatolickiego w Demokratycznej Republice Konga. Została ustanowiona 10 listopada 1959 jako metropolia Elisabethville, 30 maja 1966 zmieniono nazwę na obecną.

## Diecezje
- Archidiecezja Lubumbashi
  - Diecezja Kalemie-Kirungu
  - Diecezja Kamina
  - Diecezja Kilwa-Kasenga
  - Diecezja Kolwezi
  - Diecezja Kongolo
  - Diecezja Manono
  - Diecezja Sakania-Kipushi

## Metropolici
- Joseph Floribert Cornelis (1959-1967)
- Eugène Kabanga Songasonga (1967-1998)
- Floribert Songasonga (1998-2010)
- Jean-Pierre Tafunga Mbayo (2010-2021)
- Fulgence Muteba (od 2021)